# Generator Van de Graaff

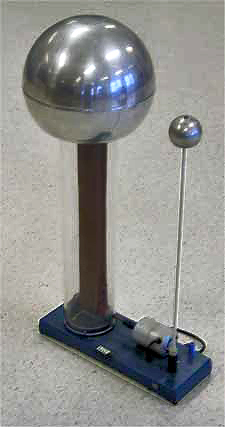
Generatorul Van de Graaff

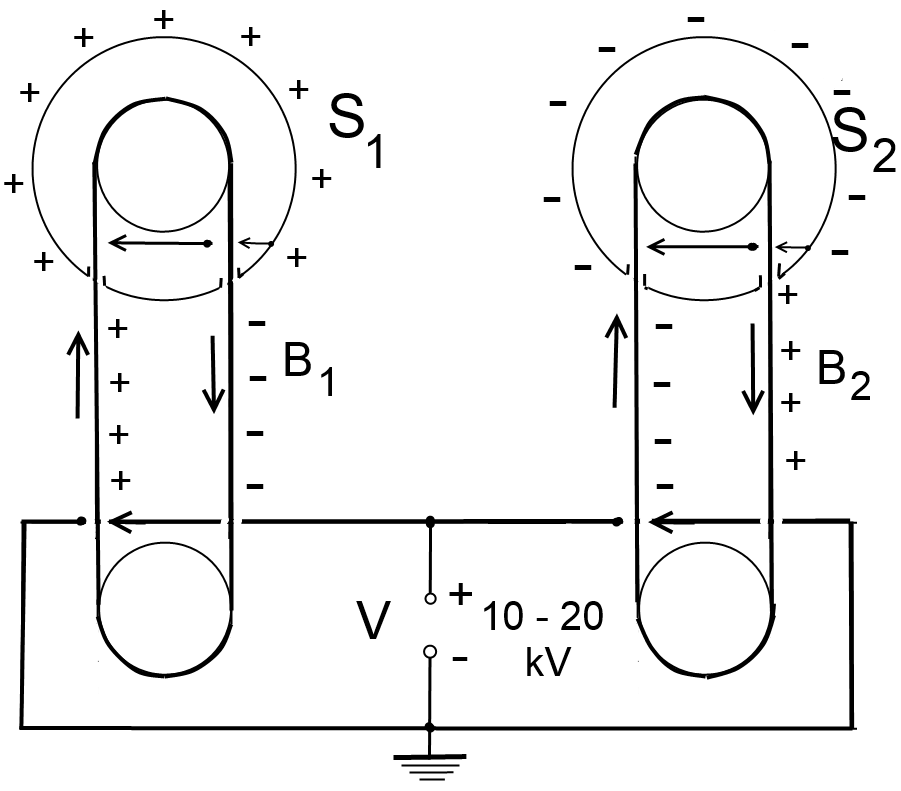
Schema de funcţionare a acceleratorului Van de Graaff

Generatorul Van de Graaff este un generator electrostatic care se bazează pe încărcarea unei sfere metalice, goale în interior, cu ajutorul unei benzi izolate electrizate, prin contact pe suprafața interioară a sferei.
Potențialul electric al acesteia este astfel ridicat până la limita maximă admisă de mediul în care se află sfera.
A fost creat de Robert Van de Graaff în 1929.
Acest tip de generator poate fi utilizat ca accelerator de particule.
Acceleratorul Van de Graaff este alcătuit din două sfere conductoare S1 și S2, două benzi transportoare B1 și B2 și o sursă de tensiune continuă V.
Pentru a mări tensiunea electrică între cele două sfere (limitată de tensiunea de străpungere a mediului) și deci energia particulelor accelerate, acestea sunt așezate într-un mediu de gaz comprimat (până la 10 - 15 atmosfere), cu mare rigiditate dielectrică (de exemplu: hexafluorură de sulf, SF6).
O variantă îmbunătățită o constituie acceleratorul tandem (sau în două trepte).
Accelerarea în cel de-al doilea tub de accelerare (până la 10 - 15 Mev) este realizată , în acest caz, după ce ionii negativi (cu energia de circa 5 MeV) proveniți din prima accelerare sunt trecuți printr-un dispozitiv de schimbare a sarcinii (cameră de gaz), devenind ioni pozitivi.
În același fel funcționează acceleratoarele cu trei sau patru trepte.